# Nina Rillstone
Nina Rillstone (Brentwood (Engeland), 15 april 1975) is een Nieuw-Zeelandse atlete, die zich heeft toegelegd op de middellange en lange afstanden.

## Loopbaan
Haar eerste succes behaalde Rillstone in 2001, toen ze Nieuw-Zeelands kampioene werd op de 1500 en de 3000 m. In 2004 werd ze nationaal kampioene op de 3000 m en de 5000 m.
In 2006 behaalde Nina Rillstone een derde plaats op de marathon van Nagano in een tijd van 2:29.46. In datzelfde jaar behaalde ze een zevende plaats op de New York City Marathon 2006 en werd ze vijftiende op de wereldkampioenschappen veldlopen. Op de Olympische Spelen van 2008 in Peking eindigde ze bij de marathon op een zestiende plaats in 2:31.16.
Rillstone is aangesloten bij atletiekvereniging Counties Manukau.

## Titels
- Nieuw-Zeelands kampioene 1500 m - 2001
- Nieuw-Zeelands kampioene 3000 m - 2001, 2004
- Nieuw-Zeelands kampioene 5000 m - 2004

## Persoonlijke records
Baan
| Onderdeel | Prestatie | Datum            | Plaats    |
| --------- | --------- | ---------------- | --------- |
| 3000 m    | 9.07,70   | 7 januari 2006   | Papakura  |
| 5000 m    | 15.54,84  | 17 december 2005 | Auckland  |
| 10.000 m  | 32.57,37  | 30 april 2004    | Palo Alto |

Weg
| Onderdeel      | Prestatie       | Datum         | Plaats       |
| -------------- | --------------- | ------------- | ------------ |
| 15 km          | 50.26           | 8 juli 2007   | Utica        |
| halve marathon | 1:10.49 (ex-NR) | 5 juni 2005   | Christchurch |
| marathon       | 2:29.46         | 16 april 2006 | Nagano       |

## Palmares

### 15 km
- 2007:  Utica Boilermaker - 50.26
- 2008: 9e Utica Boilermaker - 51.54

### halve marathon
- 2005: 20e WK in Edmonton - 1:13.03

### marathon
- 2006:  marathon van Nagano - 2:29.46
- 2006: 7e New York City Marathon - 2:31.19
- 2007: 13e WK in Osaka - 2:33.58
- 2008: 16e OS - 2:31.16

### veldlopen
- 2006: 15e WK veldlopen (lange afstand) - 26.39